# Juventae Mensa
La Juventae Mensa è una struttura geologica della superficie di Marte.